# Kanton Ancerville
Der Kanton Ancerville ist seit 1790 ein französischer Wahlkreis im Arrondissement Bar-le-Duc, im Département Meuse und in der Region Grand Est (bis 2015 Lothringen). Hauptort des Kantons ist die Gemeinde Ancerville.

## Lage
Der Kanton liegt im Südwesten des Départements Meuse südlich von Bar-le-Duc.

## Geschichte
Der Kanton entstand 1790. Bis 2015 gehörten 17 Gemeinden zum Kanton Ancerville. Mit der Neuordnung der Kantone in Frankreich stieg die Zahl der Gemeinden 2015 auf 25. Zu den bisherigen 17 Gemeinden kamen 8 der 20 Gemeinden des bisherigen Kantons Ligny-en-Barrois hinzu.

## Gemeinden
Der Kanton besteht aus 25 Gemeinden mit insgesamt 12.548 Einwohnern (Stand: 1. Januar 2022) auf einer Gesamtfläche von 271,84 km²:
| Gemeinde                | Einwohner 1. Januar 2022 | Fläche km² | Dichte Einw./km² | Code INSEE | Postleitzahl |
| ----------------------- | ------------------------ | ---------- | ---------------- | ---------- | ------------ |
| Ancerville              | 2.583                    | 21,58      | 120              | 55010      | 55170        |
| Aulnois-en-Perthois     | 470                      | 10,75      | 44               | 55015      | 55170        |
| Baudonvilliers          | 377                      | 3,07       | 123              | 55031      | 55170        |
| Bazincourt-sur-Saulx    | 142                      | 10,34      | 14               | 55035      | 55170        |
| Brillon-en-Barrois      | 713                      | 11,35      | 63               | 55079      | 55000        |
| Cousances-les-Forges    | 1.644                    | 18,13      | 91               | 55132      | 55170        |
| Guerpont                | 236                      | 6,12       | 39               | 55221      | 55000        |
| Haironville             | 567                      | 9,79       | 58               | 55224      | 55000        |
| Juvigny-en-Perthois     | 134                      | 6,36       | 21               | 55261      | 55170        |
| Lavincourt              | 71                       | 4,70       | 15               | 55284      | 55170        |
| L’Isle-en-Rigault       | 465                      | 10,54      | 44               | 55296      | 55000        |
| Maulan                  | 107                      | 4,22       | 25               | 55326      | 55500        |
| Montplonne              | 137                      | 20,68      | 7                | 55352      | 55000        |
| Nant-le-Grand           | 82                       | 11,26      | 7                | 55373      | 55500        |
| Nant-le-Petit           | 77                       | 9,02       | 9                | 55374      | 55500        |
| Rupt-aux-Nonains        | 367                      | 20,40      | 18               | 55447      | 55170        |
| Saudrupt                | 191                      | 7,78       | 25               | 55470      | 55000        |
| Savonnières-en-Perthois | 400                      | 10,07      | 40               | 55477      | 55170        |
| Silmont                 | 143                      | 3,83       | 37               | 55488      | 55000        |
| Sommelonne              | 401                      | 10,22      | 39               | 55494      | 55170        |
| Stainville              | 375                      | 20,87      | 18               | 55501      | 55500        |
| Tannois                 | 389                      | 13,34      | 29               | 55504      | 55000        |
| Tronville-en-Barrois    | 1.319                    | 12,64      | 104              | 55519      | 55310        |
| Velaines                | 880                      | 10,71      | 82               | 55543      | 55500        |
| Ville-sur-Saulx         | 278                      | 4,07       | 68               | 55568      | 55000        |
| Kanton Ancerville       | 12.548                   | 271,84     | 46               | 5501       | –            |

Bis zur landesweiten Neuordnung der französischen Kantone im März 2015 gehörten zum Kanton Ancerville die 17 Gemeinden Ancerville (Hauptort), Aulnois-en-Perthois, Baudonvilliers, Bazincourt-sur-Saulx, Brillon-en-Barrois, Cousances-les-Forges, Haironville, Juvigny-en-Perthois, Lavincourt, Lisle-en-Rigault, Montplonne, Rupt-aux-Nonains, Saudrupt, Savonnières-en-Perthois, Sommelonne, Stainville und Ville-sur-Saulx. Sein Zuschnitt entsprach einer Fläche von 200,70 km2.

## Bevölkerungsentwicklung
| 1962  | 1968  | 1975  | 1982  | 1990   | 1999  | 2006  | 2012  |
| ----- | ----- | ----- | ----- | ------ | ----- | ----- | ----- |
| 9.207 | 9.323 | 9.407 | 9.909 | 10.152 | 9.741 | 9.934 | 9.816 |

## Politik
Im 1. Wahlgang am 22. März 2015 erreichte keines der drei Wahlpaare die absolute Mehrheit. Bei der Stichwahl am 29. März 2015 gewann das Gespann Jean-Louis Canova/Hélène Sigot-Lemoine (beide DVD) gegen Lionel Chevalley/Annick Gerard (beide FN) mit einem Stimmenanteil von 57,63 % (Wahlbeteiligung:51,33 %).
Seit 1945 hatte der Kanton folgende Abgeordnete im Rat des Départements:
| Vertreter im conseil général des Départements | Vertreter im conseil général des Départements | Vertreter im conseil général des Départements |
| Amtszeit                                      | Name                                          | Partei                                        |
| --------------------------------------------- | --------------------------------------------- | --------------------------------------------- |
| 1945–1973                                     | Charles Labatut                               | Républicains indépendants                     |
| 1973–1974                                     | Jean Bourgeois                                | parteilos                                     |
| 1974–1992                                     | Jacques Mourer                                | RPR                                           |
| 1992–2004                                     | Yvon Vannerot                                 | DVD                                           |
| 2004–2015                                     | Jean-Louis Canova                             | DVD                                           |
| 2015–                                         | Jean-Louis Canova Hélène Sigot-Lemoine        | DVD                                           |